# Roberto Frojuelo
Roberto Fernando Frojuello (* 8. November 1937 in São Paulo; † 29. Januar 2021 ebenda) war ein brasilianischer Fußballspieler. Der Stürmer absolvierte zwei Länderspiele für die Nationalmannschaft.

## Karriere

### Verein
Roberto Frojuelo begann seine Profikarriere 1956 beim FC São Paulo, für das er nur vier Ligaspiele absolvierte. Er wechselte daraufhin zum Guarani FC, wo er zwei Jahre spielte und zum FC São Paulo zurückkehrte. In den Jahren 1959 und 1960 erzielte der Offensivakteur 30 Tore. 1961 folgte dann sein Wechsel zum argentinischen Topverein River Plate, bei dem er zusammen mit Landsmann Delém spielte. 1964 ging der Brasilianer dann nach Chile zum amtierenden Meister CSD Colo-Colo. Dort erzielte Frojuelo 14 Tore in 38 Ligapartien und war in der Copa Libertadores 1964 drei Mal in fünf Spielen erfolgreich. 1966 kehrte er nach São Paulo zurück und spielte sein letztes Karrierejahr bei Palmeiras São Paulo.

### Nationalmannschaft
Roberto Frojuelo absolvierte zwei Länderspiele für die Nationalmannschaft in der Copa Roca gegen Argentinien.

## Erfolge
Nationalmannschaft
- Copa Roca: 1960